# Curtiss YP-20
Curtiss YP-20 là một đề án máy bay tiêm kích hai tầng cánh thử nghiệm của Cục Không quân Lục quân Hoa Kỳ.

## Quốc gia sử dụng
Hoa Kỳ
- Cục Không quân Lục quân Hoa Kỳ

## Tính năng kỹ chiến thuật (YP-20)
Dữ liệu lấy từ U.S.Fighters, Lloyd Jones, Aero Publishers 1975.
Đặc điểm tổng quát
- Kíp lái: 1
- Chiều dài: 23 ft 9 in ()
- Sải cánh: 31 ft 6 in (9,6 m)
- Chiều cao: 8 ft 10 in (2,69 m)
- Diện tích cánh: 252 ft² (23,41 m²)
- Trọng lượng rỗng: 2.447 lb (1.110 kg)
- Trọng lượng cất cánh tối đa: 3.233 lb ()
- Động cơ: 1 × R-1820 Cyclone, 575 hp (429 kW)

 Hiệu suất bay 
- Vận tốc cực đại: 215 mph (187 kn, 346 km/h)
- Tầm bay: 285 mi (248 nmi, 459 km)
- Trần bay: 24.700 ft (7.529 m)

Trang bị vũ khí

2 × súng máy M1919 Browning 0.30 in (7,62 mm)